# Skin (film)
Skin – amerykański film biograficzny z 2018 roku w reżyserii Guya Nattiva. Zdjęcia kręcono w Kingston w stanie Nowy Jork.
Opowiada on prawdziwą historię byłego neonazisty wychowanego przez skinheadów, który przez ponad rok znosił bolesne operacje twarzy oraz ciała, dzięki którym pozbył się własnych tatuaży, będących śladami jego mrocznej przeszłości. 
W 2019 roku krótkometrażowy film Skin w reżyserii tego samego reżysera został nagrodzony Oscarem za najlepszy krótkometrażowy film aktorski.

## Fabuła
Bryon, młody mężczyzna wychowany przez skinheadów i dobrze znany wśród zwolenników białej supremacji postanawia porzucić drogę nienawiści oraz przemocy. Z pomocą czarnoskórego aktywisty i dzięki wsparciu swojej ukochanej usiłuje zmienić własne życie, lecz okazuje się, że uwolnienie się od dotychczasowego życia nie będzie takie łatwe.

## Obsada
- Jamie Bell jako Bryon Widner
- Danielle Macdonald jako Julie Larsen
- Vera Farmiga jako Shareen
- Bill Camp jako Fred
- Ari Barkan jako Adrian "Buldog" Crow
- Mike Colter jako Daryle Lamont Jenkins
- Louisa Krause jako April[2]

## Premiera
Światowa premiera filmu odbyła się na Międzynarodowym Festiwalu w Toronto, 8 września 2018 roku, gdzie otrzymał on nagrodę festiwalową Międzynarodowej Federacji Krytyków Filmowych (FIPRESCI) w sekcji "Prezentacje Specjalne". W lutym 2019 roku Skin był także prezentowany w sekcji "Panorama" podczas 69. Berlinale.